# Catonia sancti-geronimi
Catonia sancti-geronimi är en insektsart som beskrevs av Ronald Gordon Fennah 1950. Catonia sancti-geronimi ingår i släktet Catonia och familjen vedstritar. Inga underarter finns listade i Catalogue of Life.